# 联合共产党 (俄罗斯)
联合共产党（俄语：Объединенная коммунистическая партия，缩写为）是俄罗斯的一个共产主义政党。该党成立于2014年3月15日，由一些俄罗斯联邦共产党的前成员组建，他们反对“久加诺夫及其同伙的右翼的、反马克思主义的路线”。该党的意识形态是共产主义、马克思列宁主义。该党的第一书记是Vladimir Lakeev。该党的总部位于莫斯科。该党的青年翼是俄罗斯联邦共产主义青年联盟（独立）。该党有超过1500名成员。